# Белл, Нэнси
Нэнси Регина Эмили Мейгенс Белл (2 сентября 1844 — 30 августа 1933)  — английская писательница и переводчица.

## Биография
Родилась 2 сентября 1844 года в Лондоне, Англия, Великобритания.
Её отец, Питер Джозеф, родился в Антверпене (Бельгия) и стал натурализованным британским подданным. Мать Белла умерла, когда ей не исполнилось года, а ее отец быстро женился во второй раз.
Нэнси жила со своим отцом и мачехой в Уондсворте. Она уже писала переводы и ее первая крупная работа была опубликована в 1873 году. 3 апреля 1881 года Белл переехала жить на Элшем-роуд (Лондон) .
В 1882 году Белл вышла замуж за художника-пейзажиста Артура Джорджа Белла (21 февраля 1849 — 24 сентября 1916). У них было трое детей, два мальчика и одна девочка (самая младшая): Кеннет Нормал Белл (1884–1951), Эрик Артур Белл (1885–1912), Ирэн Агнес Белл (1887–1946).

## Творчество
Первой крупной работой Белл был перевод романа «В стране мехов» французского писателя Жюля Верна. Оригинальное произведение было опубликовано во Франции 19 июня 1873 года, и Белл закончила свой перевод к октябрю и издана в ноябре 1873 года. Это был только первый из трех ее переводов Жюля Верна.
Продолжала работать, выпуская переводы, а также книги по религии, путешествиям и истории искусства примерно до 1920 года. В 1902 году издательство «George Bell & Sons» заключило с ней контракт на написание биографии Джеймса Макнейла Уистлера.
Многие книги Белл были проиллюстрированы ее мужем Артуром. Шестнадцать его картин находятся в государственных коллекциях Великобритании.

## Смерть
Белл умерла 30 августа 1933 года.

## Избранные публикации
- Элементарная история искусства (1874, 1882, 1889)
- Жюль Верн, «В стране мехов»; или семьдесят градусов северной широты (1874)[6]
- Рафаэль (1879)
- Венеция (1894, перевод)
- Среди женщин Сахары (1900, перевод)
- Жития и легенды евангелистов, апостолов и других первых святых (1901)
- Жития и легенды английских епископов и королей, средневековых монахов и других более поздних святых (1904)
- Паоло Веронезе (1904)
- Нюрнберг (1905)
- Тинторетто (1905)
- Королевское поместье Ричмонда с Петершемом, Хэмом и Кью (1907)
- Исторические окраины Лондона (1907)
- Юбки большого города (1908)
- Мантенья (1911)
- Архитектура (1914)
- Индуистские сказки с санскрита (1919) (отредактировано)
- Жюль Верн, Бегущие в блокаду